# Suzanne Vega
Suzanne Nadine Vega (Santa Monica, Kalifornia, 1959. július 11. –) Grammy-díjas amerikai énekesnő és dalíró, a városi folk zene egyik legnépszerűbb, lírai dalszövegeiről ismert képviselője.

## Pályafutása
Kaliforniában született, de két és fél éves korában édesanyja (egy számítógéprendszer elemző) és nevelőapja (egy Puerto Ricó-i író) New Yorkba költöztek. Egy "szociálisan problematikus" körzetben nőtt fel, a Spanyol Harlemben, illetve az Upper West Side-on.
Kilencéves korában verseket kezdett írni, első dalát 14 évesen írta. Később modern táncot tanult a New York City High School of the Performing Arts iskolában (Előadóművészetek Főiskolája New York Cityben – az iskola, ahol a Fame című musicalt forgatták).
Miközben angol irodalmat tanult a Columbia Egyetemen (a Barnard College-ban), részt vett kisebb előadásokban Greenwich Village-ben, ahol rendszeres résztvevője volt a Cornelia Street Cafe hétfő esti dalíró csoportjának. 1984-ben ígéretes lemezszerződést kapott.
Első albuma Suzanne Vega címmel jelent meg 1985-ben és az amerikai kritikusok jól fogadták, Nagy-Britanniában pedig platinalemez lett. A lemez producere Lenny Kay és Steve Addabbo volt, a dalok akusztikus gitárkíséretre készültek. A lemez "Marlene on the Wall" ("Marlene a falon") című dalából videó is készült, amit az MTV és a VH1 csatornák is adtak.
A következő album, a Solitude Standing (1987) közönség- és kritikai siker lett, különösen nagy és tartós sikert arattak a  Tom's Diner és a Luka című dalok. A Luka című dalnak témája volt nagyon újszerű: egy hányatott sorsú gyerekről szólt, ami abban az időben nem volt tipikus slágertéma. A hangsúly ebben az albumban továbbra is Vega akusztikus gitárján volt, de a zene elmozdult a pop irányába. A Tom's Diner című dalt később számtalanszor dolgozták fel újra.

## Lemezei

### Nagylemezek
- Suzanne Vega, 1985
- Solitude Standing, 1987
- Days of Open Hand, 1990
- 99.9F°, 1992
- Nine Objects of Desire, 1996
- Tried & True: The Best of Suzanne Vega, 1998
- Songs in Red and Gray, 2001
- Retrospective: The Best of Suzanne Vega, 2003
- Beauty & Crime, 2007
- Close-Up vol 1, Love Songs, 2010
- Close-Up vol 2, People & Places, 2010
- Close-Up vol 3, States of Being, 2011
- Close-Up vol 4, Songs of Family, 2012
- Tales from the Realm of the Queen of Pentacles, 2014
- Lover, Beloved – Songs from an Evening with Carson McCullers, 2016
- An Evening of New York Songs and Stories, 2020
- Flying with Angels, 2025

### Kislemezek
- "Marlene On The Wall", 1985
- "Small Blue Thing", 1985
- "Knight Moves", 1985
- "Marlene On The Wall"  1986
- "Left Of Centre", 1986
- "Gypsy", 1986
- "Luka", 1987
- "Tom's Diner", 1987
- "Solitude Standing", 1987
- "Book Of Dreams", 1990
- "Tired of Sleeping", 1990
- "Men in a War", 1990
- "Tom's Diner (DNA remix)", 1990
- "Rusted Pipe (DNA remixes)",  1991
- "In Liverpool", 1992
- "99.9F°", 1992
- "Blood Makes Noise", 1992
- "When Heroes Go Down", 1993
- "The Long Voyages" with John Cale, 1995
- "Caramel", 1996
- "No Cheap Thrill", 1996
- "Birth-day",  1997
- "World before Columbus", 1997
- "Headshots",  1997
- "Book & a Cover", 1998
- "Rosemary / Remember me", 1999
- "Widow's Walk",  2001
- "Last Year's Troubles",  2001
- "Penitent",  2001
- "(I'll never be) Your Maggie May",  2002
- "It Hit Home", at Vigil 2002
- "Frank & Ava", 2007